# Brockhouse-System
Das Brockhouse-System war ein ursprünglich britisches, sogenanntes Baukastensystem, mit dem in Europa über 80 Schulen, zwei Universitäten sowie zahlreiche Bürgerhäuser und kleinere Verwaltungsgebäude gebaut wurden.

## Das System
Es war ein kleinteiliges Stahlbau-System, das ursprünglich von der britischen Brockhouse-Steel-Company entwickelt wurde. Diese gründete 1966 eine deutsche Niederlassung in Dortmund. Deren Leiter, George Teller, beauftragte den Dortmunder Architekten Otto-Heinz Groth, eine System-Variante für deutsche Statik-, Baurechts- und Brandschutzanforderungen zu entwickeln. 1967 entstand eine eigene deutsche Entwicklungsabteilung, deren Leitung der Architekt Günther Moewes übernahm. Bis 1976 wurden mit dem System in Deutschland und in der Schweiz über 50 Schulen und andere Gebäude gebaut.
Der Gedanke war, den industriellen Serieneffekt nicht durch ständige Wiederholung gleicher Gebäude und Grundrisse zu erzielen wie bei Fertighäusern und Typenbauten (z. B. die Hamburger „Kreuzschulen“), sondern ein Baukastensystem zu entwickeln, mit dem von jedem Architekten jeder denkbare rechtwinklige Bau bis zu vier Geschossen realisiert werden konnte. Diese hohe entwurfliche Flexibilität sollte durch relative Kleinteiligkeit und differenzierte Größenstaffelungen erreicht werden, mit der man gleichzeitig hohe Transportgewichte und großen Hebezeugaufwand verringern und die Monotonie der damals üblichen Plattenbauweise überwinden wollte. Um nicht wie andere Bausysteme tonnenschwere Teile über Hunderte von Kilometern über die Autobahnen transportieren zu müssen, erfolgte die Produktion der Serienteile dezentral durch örtliche Herstellerfirmen. Diese Ziele sollten später als früher ökologischer Ansatz gewertet werden und zu dem Begriff des „sanften“ Bausystems führen.

## Bekannte Bauten
Besonders bekannt gewordene Bauten sind in Großbritannien die University of York und die University of Bath sowie mit dem deutschen System die Deutsche Schule in Brüssel (Architekten Karl Otto, Berlin), die „Barkenberg-Schule“ in Wulfen (Architekt Otto Groth, Dortmund) und das Bürgerhaus Weiskirchen (Architekten Novotny und Mähner, Frankfurt).
Baukastensysteme hatten in Deutschland mit verschiedenen Schwierigkeiten zu kämpfen. In Schulen wurden damals z. B. versetzbare Trennwände gefordert, um ständig veränderten Raumanforderungen genügen zu können. Die zulässigen Deckenlasten ließen jedoch kein ausreichendes Gewicht der variablen Wände zu, um ausreichenden Luftschallschutz zu gewährleisten.

## Entwicklung
Ende der siebziger Jahre brach die Auftragslage für Baukastensysteme aus verschiedenen Gründen ein. Im Schulbau war eine gewisse Sättigung eingetreten. Den vorübergehend in Mode gekommenen Großraum-Gesamtschulen liefen dem Gedanken der Leichtigkeit, Kleinteiligkeit und der geringen Transportgewichte und -größen zuwider. Einzelne schlechte Systeme von Stadt- und Landesbaubehörden hatten den Systembau insgesamt in Verruf gebracht. Vor allem aber entwickelte sich die Architekturmode zurück in Richtung Restauration, „Künstlerarchitekt“, Postmoderne und Dekonstruktivismus. Die rationale, wissenschaftsfundierte Lösung anstehender, allgemeingültiger Probleme trat in den Hintergrund. Das galt auch für die ersten Anfänge des ökologischen Bauens zu Beginn der achtziger Jahre. Erst gegen Ende des ersten Jahrzehnts des 21. Jahrhunderts lässt sich  in Teilbereichen der Architektur wieder eine Rückkehr zu Systematik und Rationalität beobachten.